# الیزاویل (ایندیانا)
الیزاویل (به انگلیسی: Elizaville) یک منطقهٔ مسکونی در ایالات متحده آمریکا است که در شهرستان بونی، ایندیانا واقع شده‌است. الیزاویل ۲۸۲٫۸۶ متر بالاتر از سطح دریا واقع شده‌است.